# 张爱军 (1970年)
张爱军（1970年4月—），男，河南安阳人，中华人民共和国政治人物，曾任梅州市市长，广东省审计厅厅长。现任中共肇庆市委书记。

## 生平
1990年毕业于合肥工业大学社会科学系思想政治教育专业，1993年取得华东师范大学思想政治教育专业硕士学位，1989年4月加入中共，1993年7月进入河南省人民检察院工作。2002年5月，任中共河南省委办公厅副处级秘书；
2008年11月，任广东省人民政府办公厅副主任；2015年5月，任广东省政府副秘书长、办公厅党组成员；2017年7月，兼任广东省发展研究中心主任、书记；2018年9月，任梅州市委副书记，代市长；2018年10月，任梅州市市长。
2021年7月，任广东省审计厅党组书记、厅长。
2021年11月，转任中共肇庆市委书记。